# YKK
Die japanische YKK-Gruppe (japanisch YKK株式会社 wai kei kei kabushiki-gaisha, englisch YKK Corporation) ist der weltgrößte Reißverschlussproduzent und daneben Hersteller diverser industrieller Verbindungstechniken.

## Übersicht
YKK wurde 1934 von Tadao Yoshida als Einzelunternehmen gegründet und begann 1936 mit der Herstellung von Reißverschlüssen; 1946 wurde YKK als Warenzeichen registriert. „YKK“ leitet sich von Yoshida Kōgyō Kabushikigaisha (吉田工業株式会社) ab, der Firma vor 1994. Anfang der 2020er-Jahre besaß YKK innerhalb Japans einen Marktanteil von 90 Prozent und erzielte etwa 40 Prozent des weltweiten Gesamtumsatzes mit Reißverschlüssen.
Der Geschäftsbereich Verschlusstechnik der deutschen Stocko in Wuppertal wurde 1994 übernommen und wird seit dem unter dem Namen „YKK STOCKO Fasteners GmbH“ weitergeführt. Die deutsche Produktion der Reißverschlüsse findet im hessischen Ort Weimar-Wenkbach statt. Druckknöpfe und andere Verschlusstechniken werden von der YKK STOCKO Fasteners GmbH in Wuppertal hergestellt, die Hauptverwaltung von YKK DEUTSCHLAND GmbH ist seit 2023 in Seligenstadt, der Marketing-Bereich ist ansässig in Düsseldorf. In Österreich befindet sich die YKK Austria seit 1975 in Marz im Burgenland und hat etwa 35 Beschäftigte.
Im Jahr 2007 wurde YKK von der EU-Kommission wegen illegaler Preisabsprachen mit anderen Herstellern zu einer Geldbuße von 150,2 Millionen Euro verurteilt.

## Bilder

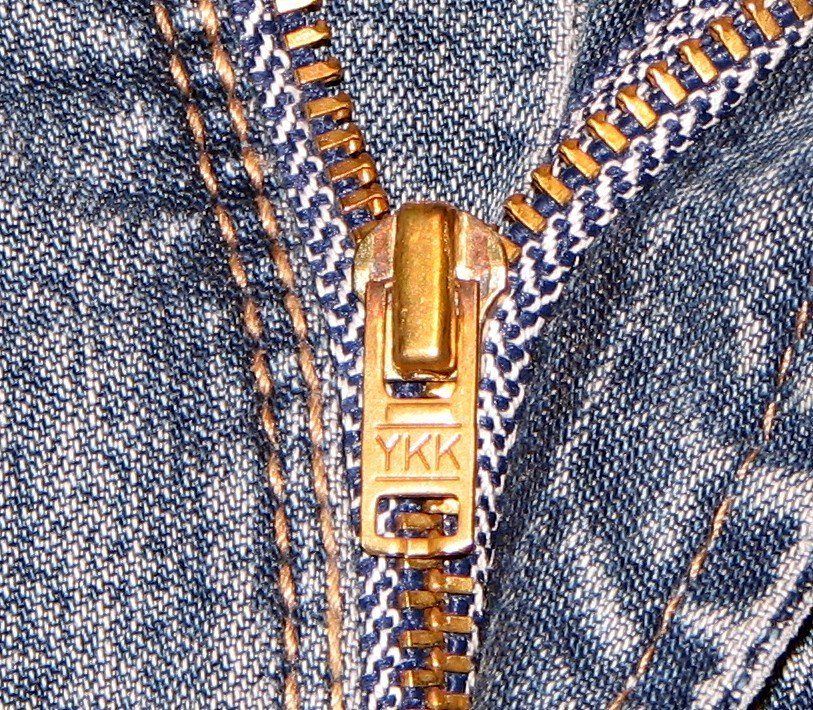
YKK-Reißverschluss an einer blauen Jeans
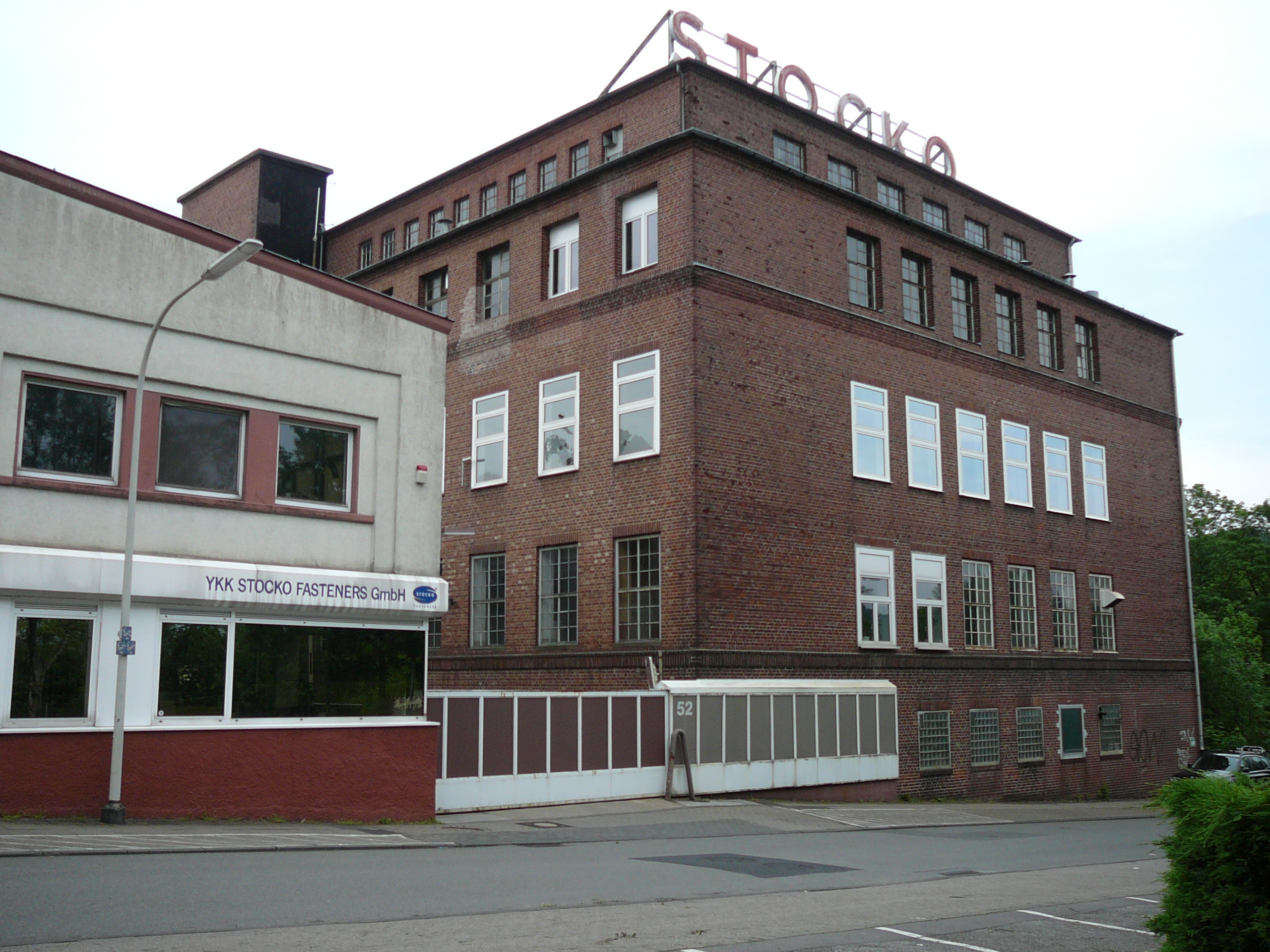
Werk der STOCKO Fasteners GmbH in Wuppertal